# Alex Rider
Alex Rider ist eine von dem englischen Schriftsteller Anthony Horowitz verfasste dreizehnbändige (Stand 2020) Spionageroman-Reihe für Jugendliche. Die Titelfigur ist ein Londoner Schüler, der nach dem Tod seiner Eltern mit der im Haushalt helfenden Jack Starbright und seinem Onkel Ian Rider in einem Haus wohnt. Nach dem plötzlichen Tod seines Onkels fängt er an, für den britischen Auslandsgeheimdienst (MI6) zu arbeiten.
Der erste Band, Stormbreaker, wurde 2000 in Großbritannien veröffentlicht. In Deutschland erschien er 2003 unter dem Titel Das Geheimnis von Port West beim Ravensburger Buchverlag Otto Maier (heute: Ravensburger Verlag). Nachdem die Titel der ersten vier Bände zunächst noch übersetzt wurden, wird die ganze Reihe seit 2005 (mit Ausnahme des zweiten und elften Bandes) mit den englischen Originaltiteln verlegt. Die Serie ist insbesondere in Großbritannien, aber auch in den USA ein großer Erfolg. Vor der Veröffentlichung von Scorpia Rising sollte nach Aussagen von Horowitz noch ein zehnter Band in der Serie folgen. Nachdem er diese Aussage zwischenzeitlich revidiert hatte, erschien dennoch im September 2013 ein Prequel, Russian Roulette, als zehnter Band der Serie. 2017 und 2019 erschienen ein elfter und zwölfter Band, und am 2. April 2020 wurde der dreizehnte Band (Nightshade) veröffentlicht.

## Handlung
Alex Rider lebt mit der amerikanischen Haushälterin Jack Starbright bei Ian Rider, dem jüngeren Bruder seines verstorbenen Vaters John Rider. Ian ist vorgeblich bei einer Bank angestellt. Als er durch einen angeblichen Autounfall ums Leben kommt, wird Alex stutzig und betreibt Nachforschungen. Er findet auf einem Schrottplatz das von Kugeln durchsiebte Auto Ian Riders (und entkommt dabei nur knapp dem Tod in einer Schrottpresse). Die Mitarbeiter der vermeintlichen Bank erweisen sich als Agenten des MI6, für den auch Ian gearbeitet hat. Alex wird selbst als Agent rekrutiert, weil man ihn für eine Operation braucht, für die er als unverdächtiger Jugendlicher, und auch, weil er bereits in verschiedenen Disziplinen wie Kampfsport und Tauchen ausgebildet ist, als einziger geeignet scheint.
Nach einem kurzen, aber harten Training wird Alex in die Fabrik des Industriellen Herod Sayle eingeschleust, in der zuvor schon sein Onkel Ian bis zu seiner Ermordung ermittelt hatte. Sayle plant, Englands Schulen mit zahlreichen Exemplaren eines neuentwickelten Computers namens Stormbreaker zu beschenken. Man vermutet finstere Motive, hat aber keinen Beweis. Alex findet heraus, dass Sayle mit Hilfe der Computer einen Anschlag auf die Schüler plant: Ein Mausklick des Premierministers bei der Eröffnungszeremonie soll die Freisetzung eines tödlichen Virus auslösen, an dem die vor den Computern sitzenden Schüler qualvoll sterben würden. Sayle will sich so dafür rächen, dass er als Schüler an einem englischen Eliteinternat gemobbt worden war, wobei ausgerechnet der jetzige Premierminister der Haupttäter gewesen war. Alex wird von den Schergen Sayles geschnappt und man versucht, ihn auf elaborierte Weise (mittels einer Portugiesischen Galeere) zu ermorden, aber er entkommt und kann an Bord eines von Sayles Fabrikgelände startenden Flugzeugs gelangen. Alex gelingt es durch einen Fallschirmabsprung durch das Dach des Science Museums in letzter Sekunde, den Premierminister von dem tödlichen Mausklick abzuhalten. Sayle kann entkommen und Alex entführen, doch als er im Begriff ist, Alex zu töten, wird er selbst von dem Auftragsmörder Yassen Gregorovich, der auch Ian Rider ermordet hatte, erschossen.
Auch in den folgenden Büchern arbeitet Alex Rider für den MI6 als Spion und ist Englands beste „Geheimwaffe“.

## Romane
- (1. Band) Stormbreaker (2000)
  - Deutscher Originaltitel: Das Geheimnis von Port West, später: Stormbreaker
  - Übersetzer: Karlheinz Dürr, Ravensburger Buchverlag, Ravensburg 2003, ISBN 3-473-34419-2
- (2. Band) Point Blanc (2001) (Nordamerika: Point Blank)
  - Deutscher Originaltitel: Das Gemini-Projekt, später: Gemini-Project
  - Übersetzer: Antoinette Gittinger, Ravensburger Buchverlag, Ravensburg 2003, ISBN 3-473-34423-0
- (3. Band) Skeleton Key (2002)
  - Deutscher Originaltitel: Insel des Schreckens, später: Skeleton Key
  - Übersetzer: Karlheinz Dürr, Ravensburger Buchverlag, Ravensburg 2004, ISBN 3-473-34438-9
- (4. Band) Eagle Strike (2003)
  - Deutscher Originaltitel: Mörderisches Spiel, später: Eagle Strike
  - Übersetzer: Karlheinz Dürr, Ravensburger Buchverlag, Ravensburg 2004, ISBN 3-473-34440-0
- (5. Band) Scorpia (2004)
  - Deutscher Titel: Scorpia
  - Übersetzer: Werner Schmitz, Ravensburger Buchverlag, Ravensburg 2007, ISBN 978-3-473-35270-8
- (6. Band) Ark Angel (2005)
  - Deutscher Titel: Ark Angel
  - Übersetzer: Werner Schmitz, Ravensburger Buchverlag, Ravensburg 2007, ISBN 978-3-473-35274-6
- (7. Band) Snakehead (2007)
  - Deutscher Titel: Snakehead
  - Übersetzer: Werner Schmitz, Ravensburger Buchverlag, Ravensburg 2008, ISBN 978-3-473-35286-9
- (8. Band) Crocodile Tears (2009)
  - Deutscher Titel: Crocodile Tears
  - Übersetzer: Wolfram Ströle, Ravensburger Buchverlag, Ravensburg 2010, ISBN 978-3-473-35307-1
- (9. Band) Scorpia Rising (2011)
  - Deutscher Titel: Scorpia Rising
  - Übersetzer: Wolfram Ströle, Ravensburger Buchverlag, Ravensburg 2011, ISBN 978-3-473-40063-8
- (10. Band) Russian Roulette (2013)
  - Deutscher Titel: Russian Roulette
  - Übersetzer: Wolfram Ströle, Ravensburger Buchverlag, Ravensburg 2014, ISBN 978-3-473-40113-0
- (11. Band) Never Say Die (2017)
  - Deutscher Titel: Steel Claw
  - Übersetzer: Wolfram Ströle, Ravensburger Buchverlag, Ravensburg 2018, ISBN 978-3-473-40161-1
- (12. Band) Secret Weapon (2019)
- (13. Band) Nightshade (2020)
- (14. Band) Nightshade Revenge (angekündigt für Herbst 2023)

## Hörbücher
Die Bücher der Ein-Fall-für-Alex-Rider-Serie wurden von Jumbo Neue Medien & Verlag (Hamburg) unter dem Label Goya libre als (stark gekürzte) Hörbücher herausgegeben, gesprochen von Bernd Stephan.
- Stormbreaker (2006), ISBN 978-3-8337-1679-9
- Gemini-Project (2007), ISBN 978-3-8337-1813-7
- Skeleton Key (2007), ISBN 978-3-8337-1994-3
- Eagle Strike (2008), ISBN 978-3-8337-2048-2
- Scorpia (2008), ISBN 978-3-8337-2162-5
- Ark Angel (2009), ISBN 978-3-8337-2361-2
- Snakehead (2009), ISBN 978-3-8337-2447-3
- Crocodile Tears (2010), ISBN 978-3-8337-2574-6
- Scorpia Rising (2011), ISBN 978-3-8337-2823-5
- Russian Roulette (2014), ISBN 978-3-8337-3338-3 (gesprochen von Aleksandar Radenković und Bernd Stephan)

## Film
- 2006: Stormbreaker

Regie: Geoffrey Sax
Roman, Drehbuch und ausführender Produzent: Anthony Horowitz
Hauptdarsteller Alex Rider: Alex Pettyfer

## Serie
Basierend auf der Bücherreihe wurde von ITV eine Fernsehserie entwickelt, deren erste Staffel am 4. Juni 2020 (in Deutschland am 7. August 2020) auf Prime Video veröffentlicht wurde. Grundlage des Drehbuchs von Guy Burt bildet dabei die Handlung von Gemini-Project. Die 2. Staffel erschien 2021 auf Prime Video und basiert auf der Handlung des 4. Bandes Eagle Strike. Die dritte und letzte Staffel erschien in Deutschland am 5. April 2024 auf Amazon Freevee und basierte auf dem fünften Roman Scorpia.

## Videospiele
Alex Rider gibt es als Computerspiel für Game Boy Advance und Nintendo DS.